# Сетубальский полуостров
Сетубальский полуостров (порт. Península de Setúbal) расположен на западе центральной Португалии, вдаётся в акваторию Атлантического океана. Его естественной границей на севере является эстуарий реки Тежу, на юге — Сетубальский залив, эстуарий реки Саду и залив Рибейра-де-Маратека.
Рельеф северной части полуострова напоминает северные бухты Гераклейского полуострова в Крыму. Расположен в сейсмоопасной зоне. Многие населённые пункты полуострова, включая и его главный город Сетубал, были сильно разрушены во время Лиссабонского землетрясения и последовавшего за ним цунами в 1755 году.

## История
Сухой средиземноморский климат и песчаная почва во времена ранней античности привлекли внимание финикийцев и греков, которые начали культивировать здесь виноград сладких сортов. Юго-западный угол Сетубальского полуострова занимает мыс Эшпишел, в древнеримскую эпоху известный как Promontório Barbárico — мыс Варваров.
В Средние века имел большое стратегическое значение как место борьбы с мусульманскими государствами к югу от формирующейся Португалии, в состав которой полуостров окончательно вошёл в конце XII века. В XIV веке полуостров стал главным экспортёром португальского креплёного вина в Англию.
В настоящее время территория полуострова относится к округу Сетубал (составляет примерно треть территории округа) и экономико-статистическому субрегиону Полуостров Сетубал.